# Sopron
Sopron (pronuncia [ˈʃopron]; in tedesco Ödenburg, in slovacco Šopron, in latino Scarbantia, in italiano storico Odenburgo) è una città dell'Ungheria nordoccidentale. Si trova nella regione dell'Alpokalja, fra i Monti Sopron e il lago di Neusiedl. Crea una specie di enclave del territorio ungherese in quello austriaco e perciò funge anche da corridoio per la rete ferroviaria austriaca. Fu anche città natale del generale Ludwig von Benedek.

## Geografia fisica
La città ha 60 755 abitanti ed è situata nella contea di Győr-Moson-Sopron. Vi vive una considerevole minoranza germanofona e ciò fa sì che la città sia ufficialmente bilingue.
Dista circa 60 km da Vienna e 220 km da Budapest. È una delle più antiche città del paese e fa da ponte fra l'Ungheria e l'Austria. Sopron, insieme a Kőszeg, è una delle due città ungheresi ai piedi delle Alpi, dal momento che i Monti Sopron fanno parte delle Prealpi orientali di Stiria.

## Storia

### Dalla Scarbantia romana al Medioevo
L'area è abitata sin dall'antichità. Quando l'area dell'attuale Ungheria occidentale era una provincia dell'Impero romano si trova la città di Scarbantia. Il suo foro sorgeva in corrispondenza dell'attuale piazza principale di Sopron.
La diocesi primitiva gravitava nell'area del Patriarcato di Aquileia, di cui era una delle suffraganee più lontane assieme a Augsburg (attuale Baviera) e Como (Lombardia).
Durante le invasioni barbariche, Scarbantia venne abbandonata e nell'area in rovina giunsero tribù magiare, che tra il IX e X secolo costruirono un castello, chiamato Suprun, che diede il nome alla città.
Nel 1273 il re Ottocaro II di Boemia occupò il castello e prese in ostaggio i figli della nobiltà di Sopron, ma la città aprì le porte al re Ladislao IV d'Ungheria che elevò Sopron al rango di "città reale".

### Primo assedio turco

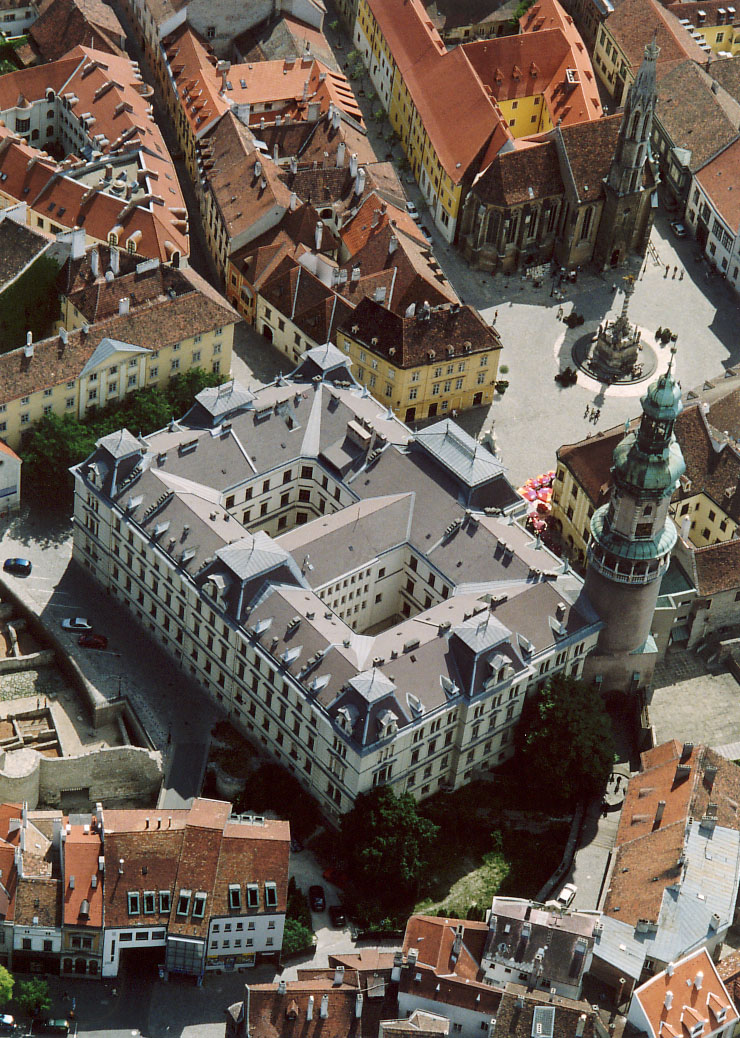
Veduta aerea del Municipio e della piazza antistante

Durante l'occupazione ottomana dell'Ungheria, gli ottomani raggiunsero la città nel 1529, ma non la occuparono. Molta gente dalle aree occupate trovò rifugio a Sopron e ciò portò ad una crescita d'importanza della città.
La gente di Sopron non appoggiò la rivoluzione di Francesco II Rákóczi contro gli Asburgo e per questo motivo le truppe di István Bocskai raggiunsero la città. Negli anni seguenti i cittadini rafforzarono il castello e le mura civiche.
Nel 1676 Sopron venne distrutta dalle fiamme. La città odierna nacque negli anni seguenti, quando vennero costruiti bei palazzi barocchi che sostituirono i vecchi edifici medievali. Sopron divenne anche sede del comitato di Sopron.

### Secondo assedio turco
Nell'anno 1683, immediatamente prima ma anche durante il secondo assedio turco di Vienna la città, allora chiamata Ödenburg, si arrese alle forze militari di Kara Mustafa e per essere stata risparmiata dovette pagare dei tributi considerevoli. Dopo la vittoria delle truppe imperiali (HRR) sull'esercito ottomano gli abitanti di Sopron resero omaggio all'imperatore a Vienna e ricevettero la sua grazia. Sopron non venne così punita per collaborazionismo.

### Il plebiscito nel primo dopoguerra
Dopo la prima guerra mondiale la città venne affidata ad un contingente militare italiano. Si pensò alla città come capitale del Burgenland, in modo che ne sarebbe diventata la città più popolosa. Il governo austriaco invocò invano un plebiscito nell'estate del 1920 e i combattenti volontari ungheresi si opposero con resistenza alla presa del territorio da parte del governo austriaco. Il 13 ottobre 1921 Austria e Ungheria si accordarono (grazie anche alla mediazione italiana) per la convocazione di un plebiscito vincolante, tenutosi nel dicembre 1921, con un risultato del 65,2% per l'Ungheria. Da allora gli ungheresi sono soliti definire Sopron "la più ungherese delle città d'Ungheria".

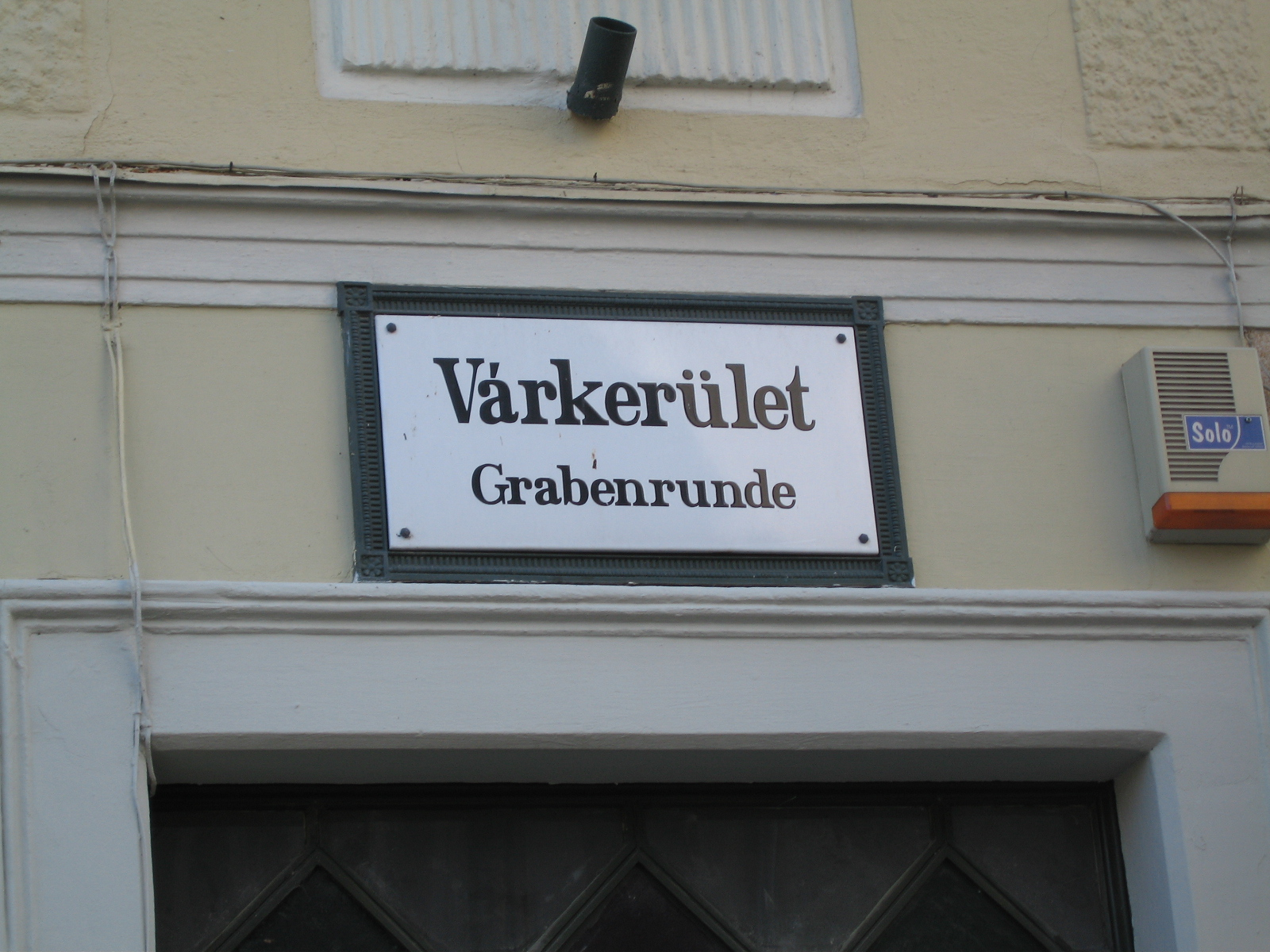
Molti cartelli stradali sono bilingui

Il plebiscito chiamò gli abitanti di Sopron e di altri otto comuni circostanti a decidere della propria futura appartenenza statale. Il plebiscito si concluse con una vittoria per l'Ungheria ai danni dell'Austria. Ovviamente ciò causò all'epoca una crisi fra i due paesi fino a poco tempo prima fratelli. Il plebiscito viene letto in due modi diversi:
- gli austriaci accusano brogli che portarono alla vittoria per l'Ungheria, anche per il fatto che la maggioranza della popolazione era all'epoca di lingua tedesca. Uno dei motivi della vittoria ungherese per gli austriaci sarebbe stata anche la salita al potere del dittatore ungherese Horthy, che avrebbe creato timori nella popolazione: chi optava per l'Austria optava per i "rossi" (comunisti), poiché l'Austria era all'epoca retta da un governo socialdemocratico. I socialdemocratici di Sopron infatti votarono per l'Austria; nelle scuole austriache questa è la versione ufficiale.
- gli ungheresi trovano invece naturale la scelta della città per l'Ungheria, che dopo la vittoria nel plebiscito avrebbe ricevuto il titolo di civitas fidelissima (ungherese: A Hűség Városa), divenendo così famosa per essere la "più fedele città d'Ungheria". Il giorno del plebiscito è considerato festa civica.

### Dal secondo dopoguerra all'apertura dei confini magiari (1989)
Sopron fu più volte bersaglio delle bombe durante la seconda guerra mondiale. L'Armata Rossa sovietica entrò in città il 6 marzo 1945. Durante l'era socialista, il governo cercò invano di trasformare Sopron in una città industriale, ciò le permise invece di rimanere una località turistica.
Il 19 agosto 1989 presso Sopron si tenne il "picnic paneuropeo", quando circa 600 cittadini della Repubblica Democratica Tedesca attraversarono il confine fuggendo in Austria. All'anniversario di questa vicenda storica vengono organizzate ogni anno delle feste commemorative.

### Città di confine
Sopron nel ventunesimo secolo è una città economicamente florida dell'Ungheria occidentale, che dal punto di vista economico è già da tempo legata alla vicina Austria. Gran parte dei cartelli stradali sono bilingui (ungherese e tedesco). In tedesco la città si chiama "Ödenburg", tuttavia in Austria viene utilizzato più frequentemente il nome ungherese "Sopron". Negli anni novanta la città era una meta per acquisti degli abitanti dell'area di Vienna. Nacque così il vezzeggiativo Shop-ron, che corrisponde fra l'altro alla pronuncia ungherese.
Mentre durante l'era della cortina di ferro la posizione esposta della città ne rappresentava un certo svantaggio, ciò è poi radicalmente cambiato. Per la sua posizione favorevole è diventato gradualmente un centro che gravita sull'Austria al di là del confine orientale, nel quale è particolarmente fiorente il mercato delle cliniche odontoiatriche a causa dei prezzi molto competitivi e dell'alta professionalità dei dentisti ungheresi.

## Società

### Evoluzione demografica
Nel 1857 a Sopron su 18 211 abitanti il 93% era germanofono.
Nel 1910 la città aveva 33 932 abitanti (51% tedeschi, 44,3% ungheresi e 4,7% altri). Dal punto di vista religioso, la città si presentava così: 64,1% cattolici, 27,8% luterani, 6,6% ebrei, 1,2% calvinisti, 0,3% altri.
Secondo il censimento del 2001 Sopron aveva una popolazione di 56 125 persone e secondo le etnie era così diviso: 92,8% ungheresi, 3,5% tedeschi, 3,7% altri. Religioni: 69% cattolici, 7% luterani, 3% calvinisti, 8,1% atei, 11,9% nessuna risposta, 1% altro.
| %    | Ripartizione linguistica (gruppi principali) |
| ---- | -------------------------------------------- |
| 5,7% | madrelingua tedesca                          |
| 85%  | madrelingua ungherese                        |

## Cultura

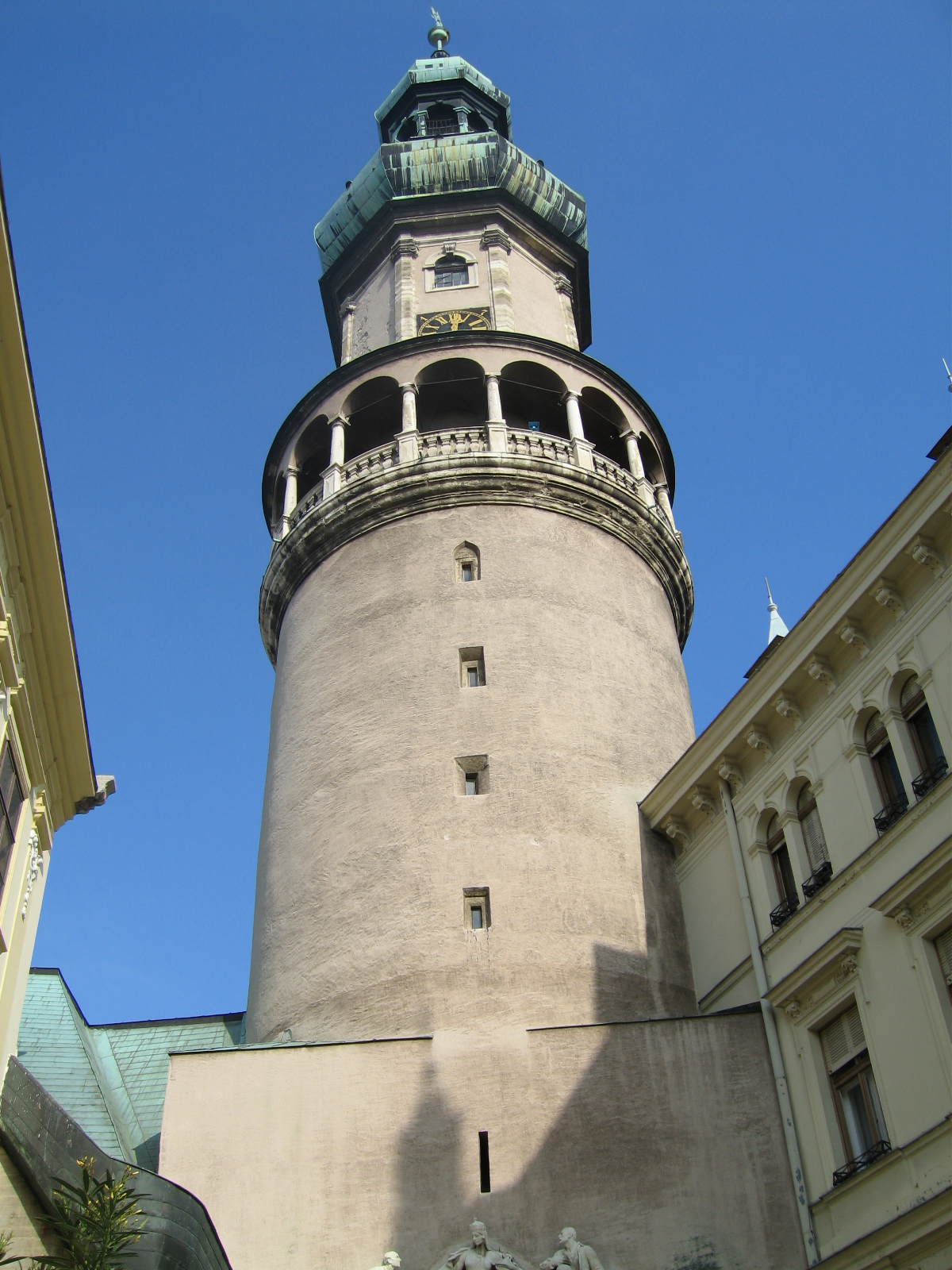
Ai piedi della Torre del Fuoco.

Il famoso compositore Franz Liszt tenne a Sopron il suo primo concerto. Il centro conferenze e culturale della città porta il suo nome.
Simbolo della città è la torre del fuoco. A sud di essa venne eretta, in ricordo del plebiscito del 1921, la "torre della fedeltà". Il municipio venne costruito, così come la piazza degli Eroi di Budapest, nel 1896 in occasione del millennio e la vicina casa Stornó ospita una rilevante collezione d'arte.
Nella "chiesa della capra" nel XVII secolo avvenivano incoronazioni e diete. La colonna della trinità venne eretta in stile barocco, un'altra pregevole opera architettonica è la chiesa delle orsoline in stile neogotico.
Una strada circolare chiamata in tedesco "Grabenrunde" e in ungherese "Várkerület" venne costruita lungo l'antico fossato del castello, con le abitazioni interne che seguono in fila la linea delle mura. In città è presente un'antica sinagoga, quella della comunità ebraica cacciata nel XVI secolo.

## Luoghi d'interesse
- Il centro storico a forma di ferro di cavallo
- La porta della fedeltà sul versante meridionale della torre del fuoco (Tűztorony), eretta nel 1921 e simbolo della città
- La piazza centrale (Fő tér) con al centro la statua della trinità del XVII secolo, capolavoro del barocco ungherese
- La Stornó ház, ex-dimora della famiglia Storno oggi adibita a museo e la Fabricius ház, una delle case più antiche della città
- Il municipio, costruito nel 1896 in occasione dei mille anni di storia dell'Ungheria
- La chiesa della capra (Kecske-templom), chiamata così perché secondo la leggenda fu costruita grazie ad un tesoro trovato da una capra

## Amministrazione

### Gemellaggi
La bilingue città di Sopron nel territorio diviso del Burgenland è gemellata con la bilingue città altoatesina di Bolzano, in Alto Adige.
Tra le città gemellate con Sopron, Bolzano è la più grande.
- Bolzano, dal 1990
- Bad Wimpfen, dal 1990
- Eisenstadt, dal 1990
- Kazuno
- Kempten, dal 1987
- Mediaș, dal 1994
- Rorschach, dal 1991
- Seinäjoki, dal 1986

## Produzione di vino
L'area di Sopron è centro di un'importante regione vinicola, una delle poche d'Ungheria a produrre sia vino bianco che rosso. Le qualità includono Blaufränkisch per i vini rossi e Gewürztraminer (nome che deriva dalla località di Termeno/Tramin vicino a Bolzano) per i vini bianchi.
Il clima è simile a quello del Burgenland austriaco, anch'esso regione vinicola pregiata, molti produttori infatti coltivano le viti in entrambe le aree.